# アントゥル=タン
『アントゥル=タン』(フランス語: Entre-Temps) は武満徹が作曲した室内楽作品。1986年 (昭和61年) にオーボエと弦楽四重奏のために書かれた。

## 概要
ダダイズム・シュルレアリズムの詩人トリスタン・ツァラの詩集『Entre-Temps』(1946年刊) の中の詩から以下の3行に触発されて作曲された
。
ぼくらの頭の上の　ただ一羽の鳥
ぼくらの手のなかの　飛ぶ片手
それは同じもの　それは時間
『Entre-Temps』は「時=間」という意味である。

## 作曲の経緯
イーストマン音楽院の委嘱により、リチャード・キルマー (Richard Killmer、オーボエ) とクリーヴランド弦楽四重奏団のために書かれた。

## 曲の構成
武満自身の解説によると
曲は夢の構造に類似している。(中略) その細部は、明晰でありながら、その非現実的な連続によって、多義性を深めている。
とあり、1981年 (昭和56年) に書かれた『夢の時』と同じ傾向の作品である。

## 初演
1986年5月12日、リチャード・キルマー (オーボエ) とクリーヴランド弦楽四重奏団によって東京で初演された
。

## 編成
- オーボエ 1
- 弦楽四重奏 (ヴァイオリン 2、ヴィオラ 1、チェロ 1)

## 出版
ショット・ミュージック

## 録音
- 武満徹 MUSING ZONE Ⅱ、フォンテック FOCD3255, ジェフリー・クレリン (オーボエ)・アルディッティ弦楽四重奏団 (1988年10月25日・カザルスホールにて録音)
- 武満徹･響きの海 室内楽全集 2、キングレコード KICC-583, 2006年 (サントリー音楽財団 サマーフェスティバル2002 MUSIC TODAY 2002「武満徹の音」のライブ録音)